# Anna Kotarbińska
Anna Kotarbińska ps. „Regina” (ur. 26 lipca 1920 w Warszawie, zm. 2 maja 1944 tamże) – podporucznik, łączniczka Armii Krajowej.

## Życiorys
Anna Kotarbińska była córką Janusza (artysta malarz, były legionista) i Michaliny z domu Jakubowska (nauczycielka) zamieszkałych w Zakopanem. W miejscowym liceum „Szarotka” zdała maturę, a następnie wstąpiła do Warszawskiej Szkoły Pielęgniarek, którą ukończyła podczas okupacji. Od lutego 1941 w konspiracji oraz przeszła przeszkolenie ogólnowojskowe. Była łączniczką pułku AK „Baszta”. W latach 1942–1944 była łączniczką dowódcy batalionu „Karpaty” oraz szkoły podchorążych i szkoły niższych dowódców pułku „Baszta”. Zajęcia szkoły odbywały się w mieszkaniu Edwarda Jagusiaka przy ul. Elektoralnej 12. Do miejsca zajęć przynosiła i odnosiła broń, instrukcje szkoleniowe oraz inne pomoce naukowe, a także szkoliła sanitariuszki. 10 kwietnia 1944 została aresztowana na rogu Nowego Światu i Al. Jerozolimskich. Podczas aresztowania miała przy sobie broń. Badania przechodziła w al. Szucha, gdzie była torturowana i z połamanymi żebrami przewieziona na Pawiak. Wysłała gryps, w którym uspokoiła zagrożonych, że nic nie ujawniła. Wyniesiona na noszach na egzekucję i rozstrzelana w ruinach getta.

## Order i odznaczenia
- Krzyż Srebrny Orderu Virtuti Militari – pośmiertnie[5] nr 12919[6]
- Srebrny Krzyż Zasługi z Mieczami[1]